# Toledo Walleye
Die Toledo Walleye sind ein US-amerikanisches Eishockeyfranchise in Toledo, Ohio. Es spielt seit 2009 in der ECHL, nachdem das Vorgängerteam Toledo Storm seit 2007 inaktiv war. Die Heimspiele werden im Huntington Center ausgetragen. Als Kooperationspartner der Walleye fungieren die Detroit Red Wings aus der National Hockey League sowie die Grand Rapids Griffins aus der American Hockey League.

## Geschichte
Gegründet wurde das Franchise 1991 unter dem Namen Toledo Storm. Unter diesem Namen gewannen sie 1993 und 1994 jeweils den Riley Cup. Nach Ablauf der Saison 2006/07 wurde das Franchise aufgelöst und das bisherige Heimstadion, die Toledo Sports Arena abgerissen. Nach zwei Spielzeiten Pause wurde der Spielbetrieb auf die Saison 2009/10 hin unter dem neuen Namen Toledo Walleye wieder aufgenommen. Walleye ist der englische Name für den amerikanischen Zander, welcher im Toledo nahe gelegenen Eriesee beheimatet ist. Das 2009 eröffnete Huntington Center umfasst mit 8.000 Plätzen knapp 3.000 Zuschauer mehr als die alte Arena.